# Helmut Krüger (Musiker)

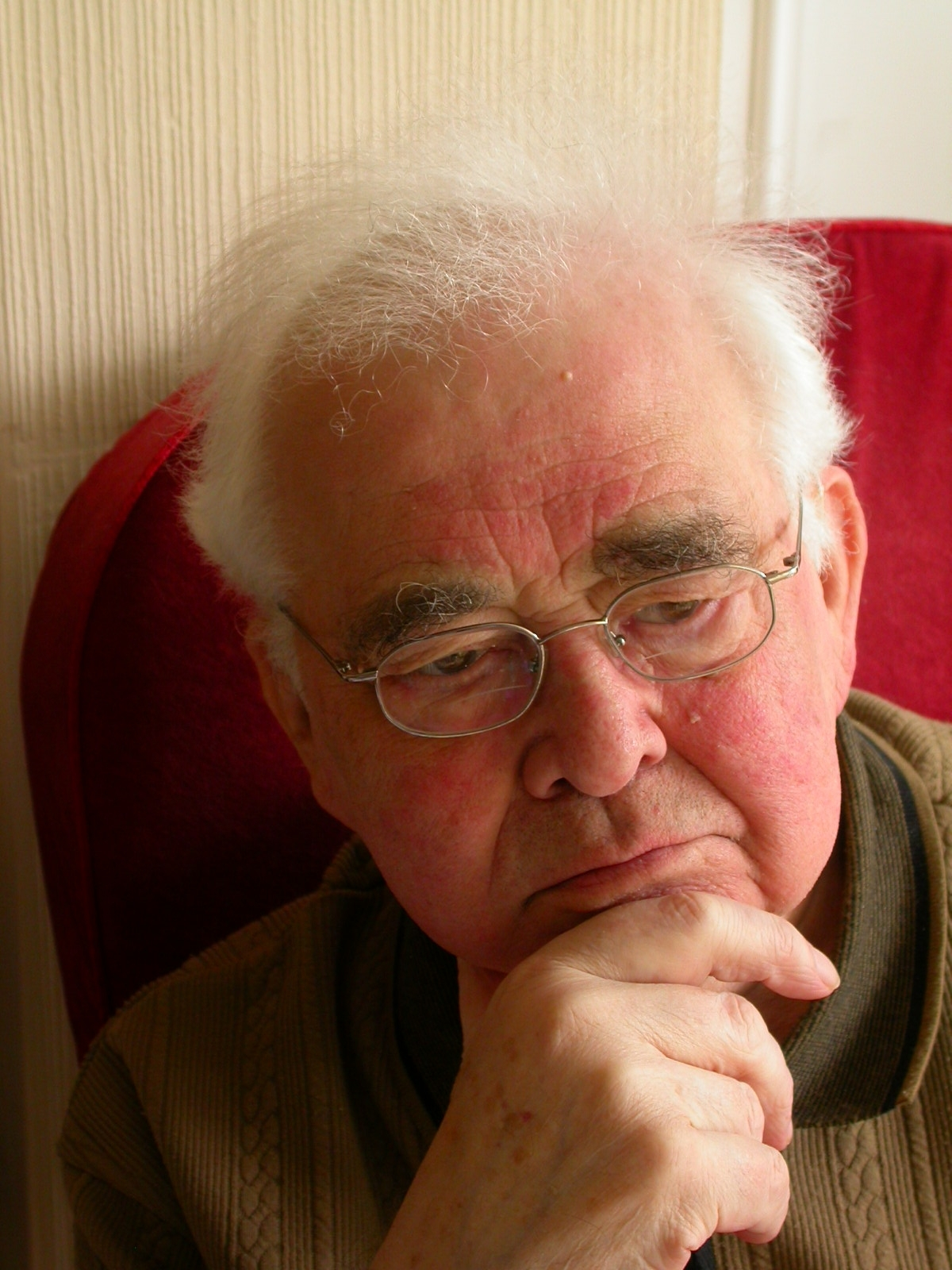
Helmut Krüger

Helmut Krüger (* 3. Juli 1926; † 19. Oktober 2022) war ein deutscher Kirchenmusiker und Autor.

## Leben
Krüger war 25 Jahre als Kirchenmusiker in Groß Neuendorf, Kienitz und Ortwig, Dörfern im Oderbruch, tätig, wo er unter den Bedingungen ländlicher Gemeinden vordergründig mit Chor- und Instrumentalarbeit Motivationsarbeit leistete. Helmut Krüger lebte als Rentner in Rangsdorf und später mit seiner Ehefrau Eva-Maria Krüger in Mittenwalde.
Weiten Kreisen von Kirchenmusikern ist er durch seine Schrift Kleiner Chor – ganz groß bekannt geworden. Das Buch entstand zunächst als Vortrag bei den Brandenburgischen Orgeltagen 1964. Der Autor referiert über seine durch die eigene Arbeit gewonnene Erfahrung in der Leitung von ländlichen Chören unter schwierigen Bedingungen. Wesentliche Anregungen erfuhr Krüger durch das Studium der historischen Aufführungspraxis in den Schriften und Werken von Michael Praetorius. Er empfiehlt die Unterstützung des Chores durch Blockflöten, Blechbläser, Streicher oder die Orgel. Fehlende Chorstimmen könne man Instrumenten anvertrauen oder durch Transposition durch eine andere Stimme ausführen lassen. Das Buch gilt in der Ausbildung von Kirchenmusikern als Standardwerk der Kantoreipraxis.

## Schriften
- Helmut Krüger: Kleiner Chor – ganz groß: Überlegungen und Anregungen zur Kantoreipraxis. Evangelische Verlagsanstalt, (Ost-)Berlin, 1. Auflage 1969; 2., überarb. Auflage 1988, ISBN 3-374-00549-7. (Lizenzausgabe: Edition Merseburger EM 5162, Kassel.)

## Kompositionen
- Ich singe dir mit Herz und Mund
- Lobt den Herrn, denn was er tut (Psalm 136)